# Зенер, Кларенс Мэлвин
Кларенс Мэлвин Зинер (англ. Clarence Melvin Zener; 1 декабря 1905 — 15 июля 1993) — американский физик, который первым описал электрические свойства стабилитрона во время работы в Bell Labs.
Зинер работал в области теоретической физики и основ математики, написал также ряд статей в областях сверхпроводимости, металлургии и геометрического программирования.
Член Национальной академии наук США (1959).

## Биография
Зинер родился в Индианаполисе, штат Индиана, США. Под руководством Эдвина Кембла защитил диссертацию доктора философии по физике с названием Квантовая механика образования некоторых видов двухатомных молекул в Гарварде, в 1930 году. Преподавал в нескольких американских университетах до работы в Уотертаунском Арсенале во время Второй мировой войны. Преподавал в Чикагском университете (1945—1951), работал в Westinghouse (1951—1965), преподавал в Техасском Университете A&M (1966—1968), и затем в Университете Карнеги — Меллона (1968—1993).
С 1932 по 1934 год Зинер был научным сотрудником Бристольского университета. Преподавал в Университете Вашингтона в Сент-Луисе (1935—1937), Городском колледже Нью-Йорка (1937—1940) и Университете штата Вашингтон (1940—1942), а затем работал в Арсенале Уотертауна на время Второй мировой войны. После войны преподавал в Чикагском университете (1945—1951), где был профессором физики; затем был назначен директором по науке компании Вестингауз в Питтсбурге (1951—1965). Здесь он разработал свою систему геометрического программирования, которую применил для решения инженерных задач с помощью регулируемых параметров, определяемых математическими функциями. Используя её, Зинер смоделировал конструкции теплообменников для преобразования тепловой энергии океана и определил наиболее подходящие районы для их размещения; многие из этих моделей используются и сегодня. Завершив карьеру в Вестингауз, Зинер вернулся к преподаванию, ненадолго покинув Питтсбург ради профессуры в Техасском университете A&M (1966—1968), но вернулся и далее работал в Университете Карнеги — Меллона (1968—1993).